# Раствор
Раствори представљају сложене двокомпонентне или вишекомпонентне системе за које се може рећи да су дисперзни системи састављени од дисперговане фазе или растворене супстанце и дисперзионог средства или растварача. Већина аналитичких реакција се одвија у растворима при чему се најчешће користе системи где је диспергована фаза чврста супстанца, а дисперзионо средство течност, углавном вода. Раствори могу бити у гасовитом (ваздух), течном (све течности) и у чврстом агрегатном стању (легуре - челик, бронза, месинг...) Раствор у ужем смислу је само течни раствор, превасходно онај настао растварањем чврсте материје у растварачу.
У зависности од величина честице дисперговане фазе, дисперзни системи се могу поделити на:
- Праве растворе (мања од 1 nm)
- Колоидне растворе (од 1-1000 nm)
- Суспензије (>1000 )

По количини растворене супстанце раствори могу бити: незасићени (<R), засићени (R), и презасићени (>R). Растворљивост супстанце се изражава као маса супстанце која се раствара у 100 g растварача на датој температури. Растворљивост за супстанцу А се означава као R(A).

## Растварач и раствор
Основно је својство свих правих раствора хомоген састав, што значи да нпр. раствор етанола у води у сваком свом делу има једнак састав, односно да је свуда у раствору однос броја молекула етанола и воде сталан. У растворима се прави разлика између растварача и раствор. Ако су растварач и растворак течности, растварачем се најчешће назива онај састојак кога у раствору има више. Иначе, под растварачем се подразумева течност, а под растворком чврста или гасовита материја која се у тој течности раствара.

## Врсте раствора
Течне материје (течности) се често могу међу собом растварати (мешати) потпуно (у свим односима) или у ограниченој мери. Растворљивост течности које се не мешају у свим односима редовно се мења с температуром, те на одређеној температури може постати потпуна (критична тачка растворљивости).
Чврсте се материје обично растварају у растварачима у ограниченој мери. Највећа количина чврсте материје која се под даним условима (понајприје при одређеној температури) може растворити у одређеној количини растварача назива се растворљивост те материје под тим условима.
Раствори могу бити засићени и незасићени.
Засићени раствор је онај раствор који садржи максималну количину растворене супстанце на одређеној температури и који се налази у стању динамичке равнотеже са вишком чврсте супстанце.
Незасићени раствор је раствор који садржи мању количину растворене супстанце него што то одговара растворљивости те супстанце на датој температури. Онај који садржи нешто мање, али још увек велике количине растворене материје назива се концентрованим, а онај који садржи мале количине растворка је разређени раствор. Концентровани и разређени раствор спадају у незасићене растворе. У неким је условима могуће да раствор садржи више растворка него што би одговарало растворљивости, те се тада говори о презасићеном раствору.
Раствор гаса у течности начелно се не разликује од смеше течности; закон линеарне зависности напона паре разређеног раствора од концентрације назива се у том случају Хенријевим законом.

### Врсте раствора према величини честица
Сви раствори у којима је ратварач течност (вода) могу се поделити у три дисперзна система према раствореним или распршеним честицама:
| Назив система    | Величина честица | Пример            |
| ---------------- | ---------------- | ----------------- |
| Суспензија       | > 1000           | мутна речна вода  |
| Колоидни раствор | 1 - 1000 nm      | млеко, цитоплазма |
| Прави раствор    | <1               | морска вода, вино |

Колоиди су мешавина две или више фаза у којима најмање једна фаза има димензије од 1 nm и 1 микрометра. Колоидне честице се не могу одвојити од раствора филтрирањем јер су премале и пролазе кроз филтер папир.

Колоид: Кратак синоним за колоидни систем.
Колоидан: Стање потподеле у коме молекули или молекуларне честице дисперговане у медијуму имају бар једну димензију између приближно 1 nm и 1 μm, или да су у систему дисконтинуитети присутни на удаљеностима тог реда величине.

Ове честице се не таложе већ лебде у раствору.
Колоидне честице могу бити чврсте, течне и гасовите. Деле се на:
- Сол дисперзије - чврсте честице у течности.
- Емулзија - дисперзије течности у течности.[12][13]
- Гел коагулирани облик - који има сојства чврстог стања а састоји се из чврсте и течне фазе.
- Аеросол - дисперзије чврстих или течних честица у гасу.[14][15]
- Пена - дисперзија гасова у течностима или чврстим супстанцама.[16][17][18]

## Квантитативно изражавање састава раствора
Квантитативни састав раствора можемо изразити као:
- Удео, представља однос неке величине (масе, количине или запремине) једне компоненте према тој величини за смешу свих компонената.
- Концентрација, показује колико се пута нека од величина налази у запремини од 1 dm³.
- Титар, представља посебно изражену масену концентрацију која је растворена у 1 cm³ раствора.
- Масена концентрација представља масу супстанце у јединичној запремини раствора.
- Количинска концентрација представља количину супстанце у јединичној запремини.

P-функција се користи за израчунавање концентрације разблажених раствора и дефинисана је као негативни логаритам за основу 10 концентрације одређене супстанце.

## Активност
Извођењем експеримената, утврђено је да је изузев у разблаженим растворима ефективна концентрација јона мања од стварне концентрације. Узрок ове појаве се објашњава чињеницом да у растворима електролита долази до јонских интеракција које су последица постојања електростатичких сила. Разблажени раствори у којима је интеракција између честица занемарљива, понашају се као идеални раствори док је одступање веће ако је раствор концентрованији.
Да би се направила разлика између ефективне и стварне концентрације, Луис уводи појам активности. Активност (а) је делотворна концентрација неке супстанце у растворима електролита. Активност јона у раствору електролита је релативна вредност јер нам показује колико је јон активан у односу на референтни раствор у коме је концентрација 1 mol/dm³.

## Растворљивост материје у растварачима
Вода је уобичајен али истовремено врло особен растварач. Молекули воде су диполи међу којима делују водоничне везе те је вода веома поларан растварач. Други растварачи могу да буду поларни (алкохоли), слабо поларни (етри) или неполарни (угљоводоници). У води се зато добро растварају поларне односно јонске материје, грађене од наелектрисаних честица јона, а то су разне соли, киселине, хидроксиди, док се неполарне материје (јод, сумпор) не растварају или не мешају (угљоводоници, уља). Супротно томе у неполарним или слабо поларним растварачима (угљоводоници, етри) слабо се растварају јонске материје а добро се растварају неполарне ковалентне материје (уља, масти). Зато је постављено „златно правило” растварања: „Слично се отапа у сличном.” Такође уопштено важи: растворљивост чврстих материја расте са порастом температуре растварача, док растворљивост гасова опада.

### Растворљивост материје у води
Растворљивост материје у води је значајно својство материје. Она се изражава у грамима растворене материје твари на 100 g воде при датој температури. Растворљивост може за различите материје бити врло различита (нерастворне, слабо растворне, јако растворне материје), а редовно се мења са температуром: са порастом температуре најчешће се повећава, али се може и смањивати, или се у једном температурном интервалу повећавати, а у другоме смањивати (дијаграм).

## Својства раствора
Својства раствора (нпр. густина, врелиште) линеарно се мењају с њеним саставом само онда када су састојци међу собом хемијски сродни, нпр. у смешама угљоводоника (идеални раствори). У противном, постоје редовно знатна одступања од линеарности (нпр. неке смесе течности вру на температури нижој или вишој од врелишта било којег од њихових састојака). Тада линеарна зависност од састава постоји само за разређене растворе. С повећањем концентрације раствора материје смањује се притисак пара растварача, што као последицу има снижење температуре очвршћивања и повишење температуре врелишта раствора. Ова два својства раствора заједно са осмозом се убрајају у колигативна својства раствора. То су својства која зависе једино од броја растворених честица, а не и о њихове хемијске или физичке природе.